# 克罗克氏棘胎鳚
克羅克氏棘胎鳚（學名：Acanthemblemaria crockeri），為輻鰭魚綱鳚形目煙管鳚科棘胎鳚屬的一種，分布於中太平洋東部加利福尼亞灣海域，深度1至60公尺，本魚體延長、頭短鈍，頭刺發達，在額骨上形成兩個三角形斑塊，中間有深深的無刺凹陷，兩眼之間的兩側各有3排縱刺，鼻孔上、眼睛上方有觸鬚，口腔頂部側面有多排發育良好的牙齒，無側線、無鱗片，鰓蓋大部分處有大的黑環深褐色斑紋，頭上有許多小白點，背鰭前部橙色，雄魚體深褐色，帶有許多白色小斑點和線紋；雌魚顏色較淺，體中部有紅色至橙色的斑點，脊柱內側有白色虛線，喉部橙色，體長可達6公分，棲息在水淺的岩礁區，通常躲在管蟲空巢穴，以藻類及小型無脊椎動物為食，雌魚產附著性卵，由雄魚守護魚卵，生活習性不明。